# Municipio de Franklin (condado de Butler, Nebraska)
El municipio de Franklin (en inglés: Franklin Township) es un municipio ubicado en el condado de Butler en el estado estadounidense de Nebraska. En el año 2010 tenía una población de 232 habitantes y una densidad poblacional de 2,63 personas por km².

## Geografía
El municipio de Franklin se encuentra ubicado en las coordenadas 41°15′40″N 97°5′6″O / 41.26111, -97.08500. Según la Oficina del Censo de los Estados Unidos, el municipio tiene una superficie total de 88.11 km², de la cual 87,65 km² corresponden a tierra firme y (0,52 %) 0,46 km² es agua.

## Demografía
Según el censo de 2010, había 232 personas residiendo en el municipio de Franklin. La densidad de población era de 2,63 hab./km². De los 232 habitantes, el municipio de Franklin estaba compuesto por el 98,28 % blancos, el 0,43 % eran afroamericanos y el 1,29 % eran de una mezcla de razas. Del total de la población el 0,43 % eran hispanos o latinos de cualquier raza.